# Coppa Italia di calcio da tavolo 1982
La sesta Coppa Italia di calcio da tavolo venne organizzata dalla F.I.C.M.S. a Roma l'11 e 12 dicembre 1982. La competizione si articolò su una selezione regionale delle squadre, le vincitrici di ogni regione accedevano ad un raggruppamento interregionale con criterio geografico (Nord, Centro e Sud). La vincitrice di ogni raggruppamento si qualificò per la "final-four", il SC Dark Valley L'Aquila ammesso di diritto in quanto detentore del trofeo. I singoli "match" si svolsero tra 3 giocatori per ciascuna squadra che, in tre turni di gioco, si incontrarono tra loro per un totale di 9 partite. Ad ogni singola vittoria vennero attribuiti 2 punti, al pareggio 1, alla sconfitta 0.

## Medagliere
| Pos. | Regione |   |   |   | Totale |
| ---- | ------- | - | - | - | ------ |
| 1    | Veneto  | 1 | 0 | 0 | 1      |
| 2    | Abruzzo | 0 | 1 | 0 | 1      |
| 3    | Lazio   | 0 | 0 | 1 | 1      |

## Risultati

### Categoria Squadre

#### Girone finale
- S.C. Dark Valley - S.C. Jaegermaister Mestre 5-13
- S.C. Reggino - O.S. Lazio 0-18
- S.C. Jaegermaister Mestre - S.C. Reggino 10-8
- S.C. Dark Valley] - O.S. Lazio 12-6
- S.C. Jaegermaister Mestre - O.S. Lazio 15-3
- S.C. Dark Valley - S.C. Reggino 9-9